# Первомайское сельское поселение (Тюменская область)
Первомайское се́льское поселе́ние — муниципальное образование в Вагайском районе Тюменской области Российской Федерации.
Административный центр — посёлок Первомайский.

## История
Статус и границы сельского поселения установлены Законом Тюменской области от 5 ноября 2004 года № 263 «Об установлении границ муниципальных образований Тюменской области и наделении их статусом муниципального района, городского округа и сельского поселения».

## Население
| 2010 | 2011  | 2012  | 2013  | 2014  | 2015 | 2016 |
| ---- | ----- | ----- | ----- | ----- | ---- | ---- |
| 1148 | ↘1146 | ↘1104 | ↘1052 | ↘1027 | ↘993 | ↘980 |
| 2017 | 2018  | 2019  | 2020  | 2021  | 2023 |      |
| ↘962 | ↘945  | ↘909  | ↘892  | ↘768  | ↘731 |      |

## Состав сельского поселения
| № | Населённый пункт | Тип населённого пункта          | Население |
| - | ---------------- | ------------------------------- | --------- |
| 1 | Бегитино         | село                            | 149       |
| 2 | Индери           | деревня                         | 204       |
| 3 | Истяцкая         | деревня                         | 17        |
| 4 | Комсомольский    | посёлок                         | 341       |
| 5 | Кордон           | посёлок                         | 0         |
| 6 | Первомайский     | посёлок, административный центр | 437       |

- Новопетрово - вышел из состава в 2015 году[16].